# Gonomyia sibyna
Gonomyia sibyna är en tvåvingeart som beskrevs av Alexander 1962. Gonomyia sibyna ingår i släktet Gonomyia och familjen småharkrankar. Inga underarter finns listade i Catalogue of Life.